# パンゲア大陸

パンゲア大陸

パンゲア大陸の分裂

パンゲア大陸（パンゲアたいりく）とは、ペルム紀から三畳紀にかけて存在した超大陸である。パンゲア（Pangaea/Pangea）という名前は古代ギリシャ語のpan（πᾶν, 全ての、全体の）Gaia（γαῖα、ガイア、大地）から。中国語名は神話から取って盤古大陸（簡体字: 盘古大陆）である。

## 大陸移動説
1912年にアルフレート・ヴェーゲナーは、自身の提唱する大陸移動説の中で、現在の諸大陸は分裂する前に一つであったとの仮説を考え、この大陸を「パンゲア大陸」と命名した。
当初、大陸を動かす原動力が説明されておらず、このような移動は物理的にありえないと亜流扱いされたが、ヴェーゲナーの死後、1950年以降次々に新事実が見つかり、プレートテクトニクス理論として再評価されている。

## 概要
古生代ペルム紀の終わりである2億5000万年前頃に、ローレンシア大陸、バルティカ大陸（ローレンシア・バルティカ両大陸は既にデボン紀には衝突し、ユーラメリカ大陸を形成していた）、ゴンドワナ大陸（ペルム紀初期にはユーラメリカと衝突）、シベリア大陸などすべての大陸が次々と衝突したことによって誕生し、中生代三畳紀の2億年前ごろから、再び分裂を始めた。
超大陸の完成時、地球内部からスーパープルームが上昇して世界各地の火山活動が活発になり、ペルム紀と三畳紀との境界（P-T境界）に当時生きていた古生代の海洋生物種のうち、実に95%以上が絶滅した。
当時の海水準は高かったため、大半の時代は、浅海によって幾つかの陸塊に分かれていた。

## 大陸の形態

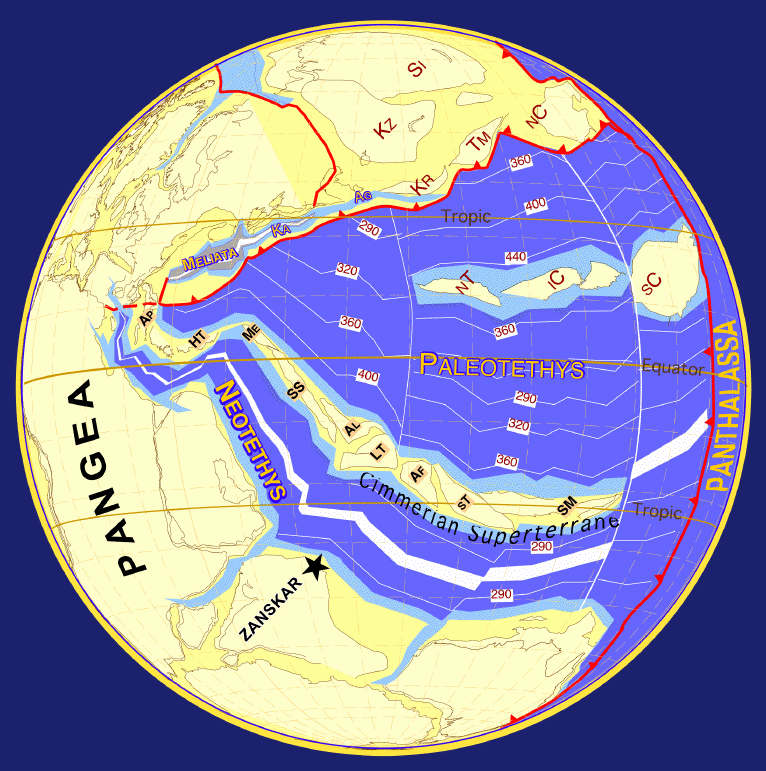
パンゲア大陸と古テチス海

パンゲア大陸は、赤道をはさんで三日月型に広がっていた。三日月内部の浅く広大な内海であるテチス海では多くの海洋生物が繁殖した。その一方、内陸部は海岸から遠いため乾燥した砂漠が荒涼と広がっていた。ほぼ全ての大地が地続きで動植物の移動が促進されたため、生物多様性は現在よりも乏しく均質だった。
1億8000万年前のジュラ紀になると、南北に分裂し、北はローラシア大陸、南はゴンドワナ大陸となった。両大陸は、更に分裂していった。
パンゲア大陸の形状については、三日月型ではなく、上記地図のユーラシア大陸の凹みとオーストラリア大陸の凸部とが丁度つながり、丸くなっていたという説もある。